# Riku
(Riku a Sora nel primo Kingdom Hearts)
Riku (リク?) è un personaggio principale della serie di videogiochi Kingdom Hearts. Nella versione originale è doppiato da Mamoru Miyano, mentre in quella occidentale da David Gallagher.

## Storia

### Kingdom Hearts Birth by Sleep
La storia di Terra: Terra giunge alle Isole del destino e nota che un bambino con i capelli d'argento, Riku, emana una strana luce. Allora gli si avvicina ed inizia a parlagli, rimanendo poi sorpreso del fatto che, nonostante avesse solo cinque anni, il bimbo aveva subito capito che Terra non apparteneva al suo stesso mondo. Quando Terra poi gli chiede quale fosse il suo più grande desiderio, Riku gli spiega che è di visitare gli altri mondi, così da trovare la forza che gli serve per proteggere le persone a cui tiene. Terra, rispecchiandosi in Riku, decide di riconoscerlo come un suo erede: Terra recita quindi la Cerimonia di eredità e chiede al bambino di stringere l'impugnatura del suo Keyblade, così che un giorno possa diventare a sua volta il detentore di una delle chiavi. Prima di andarsene raccomanda a Riku di mantenere il segreto su di lui, così da non stravolgere l'ordine di quel mondo. Nessuno dei due immagina che quella cerimonia rappresenterà una grande responsabilità che avrà conseguenze che si svilupperanno dieci anni dopo.
La storia di Aqua: La ragazza giunge anche lei sull'isola seguendo una luce ed incontra Sora e Riku sulla spiaggia. Subito nota che i due bambini sono la copia dei suoi due amici, Riku assomiglia a Terra mentre Sora a Ventus, e si chiede se deve affidare il potere del Keyblade a uno dei due. Ma presto si accorge che Terra ha già scelto Riku e per questo chiede a Sora di vegliare sul suo amico nel caso egli dovesse in futuro perdersi in sentieri oscuri. Prima di partire, Aqua dice che "un Keyblade è sufficiente per ogni amicizia" e augura quindi a quei ragazzini di non passare mai in quello che lei e i suoi due amici stanno vivendo.
La storia di Ventus: Dopo che Ventus sconfigge Vanitas nel loro cuore condiviso e perde il suo cuore, Sora, mentre è in compagnia di Riku, sente in sé una profonda tristezza e chiede all'amico cosa possa essere. Riku allora gli spiega che forse qualcuno di qualche lontano mondo sta male e ha solo bisogno di essere ascoltato. Sora decide di comportarsi come il suo amico gli suggerisce e attraverso il proprio cuore riesce a comunicare con quello di Ventus.

### Kingdom Hearts
Riku è un giovane e carismatico ragazzo che fino all'età di quindici anni ha vissuto su un mondo estremamente piccolo, principalmente ricoperto dal mare, noto come le Isole del destino. Ha stretto un fortissimo legame di amicizia con Sora, di cui è diventato il migliore amico, e Kairi, una ragazzina proveniente da molto lontano. Insieme i tre passano l'infanzia andando nell'isolotto vicino all'isola principale, che utilizzano come base per giocare.
Col tempo, sentendosi costretto e relegato in quelle minuscole isole che costituivano il suo piccolo mondo e poiché il cavaliere che aveva incontrato da piccolo non era più tornato, Riku inizia ad aprire il proprio cuore alla curiosità e, inconsapevolmente, all'Oscurità. Deciso ad usare tutte le proprie forze per esplorare ciò che stava oltre, inizia a costruire con Sora e Kairi una zattera per attraversare il mare. Ma la sera prima della partenza di tempesta, una grande quantità di Heartless, attirati dall'oramai aperta Serratura del mondo, raggiunge l'isola. Si scatena così una tempesta e Sora, Riku e Kairi, preoccupati per la loro zattera, si dirigono tutti e tre nell'isolotto. Riku viene raggiunto da Sora proprio mentre ai suoi piedi l'Oscurità lo avvolge e appare un portale oscuro. Sora tenta di afferrare il ragazzo prima che vi svanisca all'interno, ma non fa in tempo e Riku svanisce. Però, nel tentativo, Sora accidentalmente ottiene il Keyblade che sarebbe stato destinato al ragazzo erede di Terra: la Catena regale.
A causa di questo incidente, però, il loro mondo venne distrutto e sia Kairi e Sora vengono entrambi spediti in altri mondi. Capitato alla Fortezza Oscura e alla ricerca dei suoi amici, Riku fa la conoscenza di una strega di nome Malefica, la quale si offre volontaria di portarlo nella Città di mezzo, luogo nel quale pare sia stato spedito Sora. Lì, nota che l'amico impugna il Keyblade così, sorpreso, prova ad evocarlo a sua volta. Il Keyblade che un attimo era nelle mani di Sora e appare nelle mani di Riku, che però poi decide di lasciarlo nelle mani di Sora. Successivamente, notando che Sora si è fatto nuovi amici e soggiogato dalle parole di Malefica, inizia a pensare che all'amico non importi più niente né di lui, né di Kairi, così Riku accetta di collaborare con la strega in cambio che lei lo aiuti a trovare Kairi, che pare essere scomparsa in qualche altro mondo lontano. Malefica in breve tempo la trova ma ella pare in uno stato comatoso a causa della perdita del proprio cuore. Così Riku inizia a catturare le Principesse del cuore che mancano alla strega per aiutarla ad arrivare al Kingdom Hearts, un mondo il quale potrebbe permettere a Kairi di riavere il suo cuore. Malefica, per permettergli di completare a pieno la propria missione, gli dona pian piano poteri oscuri sempre maggiori (come controllare gli Heartless, viaggiare attraverso portali oscuri e creare creature di tenebre come l'Anti-Sora) i quali riempiono il suo cuore sempre di più d'Oscurità. Nel suo viaggio Riku finisce per scontrarsi più volte con il suo miglior amico: alla balena di Pinocchio, più tardi nel galeone di Capitan Uncino e infine presso la Fortezza Oscura (dove, sotto lo stupore di Pippo e Paperino, evoca e si riprende il Keyblade da Sora). Ma l'aver usato così tanto il potere dell'Oscurità non aveva fatto altro che indebolire sempre di più il cuore del ragazzo, tanto che durante l'ennesimo scontro con Sora viene abbandonato dalla Catena regale, che sceglie l'amico come padrone in quanto il suo cuore, al contrario di quello di Riku, si era dimostrato una volta ancora più luminoso e forte grazie al potere della sua amicizia con Paperino e Pippo.
Riku, attonito dall'abbandono, scappa e viene raggiunto da una strana figura incappucciata: l'Heartless di Xehanort, rivelatosi sotto il nome di Ansem il quale, approfittando dell'Oscurità all'interno del ragazzo, lo inganna e prende possesso del suo corpo. Fortunatamente, grazie alla sua forza di volontà, nonostante sia completamente dominato dall'Oscurità, la coscienza di Riku rimane intatta e non diventa lui stesso un Heartless. Intanto il suo dominatore riesce a creare con i cuori di sei delle sette Principesse del cuore (in quanto gli mancava ancora quello di Kairi) un Keyblade artificiale con il potere di aprire i cuori delle persone all'Oscurità: il Keyblade dei cuori delle persone. Con questo trasforma Malefica, sconfitta precedentemente da Sora, in un enorme drago (come nel film La bella addormentata nel bosco), che viene comunque sconfitto dal gruppo.
Riku-Ansem allora combatte personalmente contro Sora in quanto si è reso conto che il cuore della principessa che gli manca, cioè di Kairi, non è in nessun altro luogo che nel cuore del ragazzo, ma anche lui viene sconfitto e scompare insieme al corpo di Riku. Dopo che Sora libera il cuore di Kairi col Keyblade creato da Ansem e svanisce diventando poi un Heartless, Ansem, studioso dell'Oscurità appare nuovamente, stavolta mostrando il suo vero aspetto cercando di prendere Kairi, ma viene immobilizzato dalla forza del cuore di Riku, ridotto ad uno spettro di se stesso all'interno dell'Heartless, permettendo a lei, Paperino e Pippo di scappare. Durante la fuga, Kairi nota un Heartless che riconosce essere proprio quello di Sora. Successivamente Sora riaffronta e sconfigge nuovamente Ansem ai confini del Regno dell'Oscurità, i Confini del mondo, liberando definitivamente Riku da lui. Riku, ritrovatosi quindi nel Regno dell'Oscurità, incontra re Topolino e aiuta il Re e Sora a tenere chiusa la porta che collega il Regno della Luce a quello dell'Oscurità mentre l'amico e Topolino la sigillano da entrambe le parti, impedendo così agli Heartless di invadere in massa il Regno della Luce e decidendo di rimanere intrappolato nel Regno dell'Oscurità con il Re.

### Kingdom Hearts: Chain of Memories
Dopo aver chiuso la Porta, Riku si risveglia misteriosamente nel Castello dell'Oblio, dove si trova costretto a lottare contro alcuni membri dell'Organizzazione XIII e una sua Replica, oltre che con la sua stessa Oscurità.
Mentre Sora è stato ingannato dall'Organizzazione a cercare Naminé (che ora Sora crede sia una sua vecchia amica), il vero Riku, guidato dalla voce di un uomo misterioso di nome DiZ ("Darkness in Zero", alias di Ansem il Saggio) si trova alle prese con la propria Oscurità - che ha preso le sembianze di Ansem, studioso dell'Oscurità in quanto ne è parte - e con Vexen, Lexaeus e Zexion, tre membri dell'Organizzazione che volevano spingere Riku a cedere all'Oscurità per poter ribaltare il piano di Marluxia e prendere loro il controllo dell'Organizzazione (anche se a Vexen, Riku interessa solo per mandare avanti il suo Progetto Replica, col quale ha creato proprio una copia piuttosto manipolabile del ragazzo). Durante il gioco si fondano anche le basi della forte amicizia che nascerà tra Riku e re Topolino il quale, apparendo spesso come proiezione, attraverso i suoi consigli aiuta il ragazzo a non arrendersi all'Oscurità. È proprio durante lo scontro con Zexion che Riku, trovandosi in difficoltà quando il Nessuno lo ha ingannato trasformandosi nel suo amico Sora e continuando a torturarlo accusandolo per aver causato la distruzione delle loro isole d'origine, che Riku capisce che non deve temere l'Oscurità: infatti Namine, nelle spoglie di Kairi, interviene in suo soccorso e lo sprona a non temere le tenebre ma piuttosto di accettarle in quanto parte di lui. Riku quindi, presa fiducia di se stesso e seguendo il consiglio, sconfigge Zexion. Successivamente affronterà in una battaglia finale anche la sua stessa copia che, sconfitta definitivamente, scomparirà.
Arrivato in una sorta di laboratorio in cui sono presenti delle capsule, Riku incontra di persona Naminè. Riku riconosce subito in lei la "Kairi" che lo ha spronato prima e la ragazza gli dice che per far ritornare i ricordi Sora normali ha rinchiuso quest'ultimo in una capsula insieme a Paperino, Pippo ed il Grillo. Aggiunge anche di essere capace di sigillare la sua Oscurità, ma che per farlo Riku avrebbe dovuto dimenticare gli eventi del Castello. Riku allora rifiuta, in quanto preferisce continuare ad affrontare la sua battaglia contro la sua Oscurità da per conto proprio. Riku, prima di andarsene, le chiede inoltre di prendersi cura di Sora mentre quel "dormiglione" si gode il suo "sonno di bellezza". Infine, dopo aver parlato per la prima volta di persona con DiZ, Riku si incontra con Topolino e gli dice di voler affrontare Ansem da solo. Gli chiede anche di distruggerlo se Ansem avrà la meglio su di lui ma Topolino gli promette che se ciò accadra, farà di tutto per riportarlo indietro invece di distruggerlo. Riku quindi affronta in un ultimo scontro Ansem e la sua Oscurità in una battaglia senza esclusione di colpi, dalla quale esce vittorioso. Lo Studioso dell'Oscurità scompare avvolgendo tutta la stanza nelle tenebre, ma non prima di ricordare a Riku che anche se lo ha sconfitto, la sua ombra aleggerà sempre nel suo cuore attendendo un attimo di debolezza del ragazzo. Riku viene quindi tirato fuori dalle tenebre da Topolino, che lo conduce al portone d'uscita.
Nell'ultima scena d'intermezzo del gioco, Riku abbandona il Castello ed incontra DiZ, che lo stava aspettando per chiedergli se finalmente ha deciso che strada percorrere: se la via per la Luce o quella per l'Oscurità. Riku allora risponde di non aver scelto né la prima né la seconda in quanto nessuna lo rappresenta, decidendo di stare nel mezzo. Alla domanda di DiZ se volesse percorrere quindi la via per il crepuscolo, quella che punta al "calar della notte", Riku risponde di no, dicendo che la strada che lui vuole percorrere è la via per l'alba.

### Kingdom Hearts 358/2 Days
Dopo aver incontrato il Re a Crepuscoli, alla ricerca di un modo per risvegliare più in fretta il suo amico, ha uno scontro nel Castello della Bestia con Xion (la numero XIV dell'Organizzazione). Riku la sconfigge facilmente ma, dopo aver visto il suo volto, molto simile a quello di Kairi, consiglia alla ragazza di abbandonare il quel gruppo. Da quel momento, i due hanno più dialoghi nel corso della storia; Riku poi viene a conoscenza da DiZ che Roxas, numero XIII dell'Organizzazione, non è altro che il Nessuno di Sora. Inoltre comprende che il motivo per il quale il risveglio dell'amico è stato ritardato è dovuto al fatto che Roxas e Xion, collegati a Sora, interferiscono inconsciamente al recupero dei ricordi dell'amico da parte di Naminé. Sotto consiglio di DiZ e successivamente alla dipartita di Xion, Riku va ad affrontare Roxas ma durante lo scontro, per poter catturare il ragazzo, Riku si ritrova costretto a liberare a pieno i poteri oscuri che si trovavano in fondo al suo cuore, prendendo permanentemente le sembianze di Ansem, studioso dell'Oscurità. Riku riesce a sopraffare Roxas, che sviene stritolato dal Guardiano ed in seguito portato nella Crepuscopoli virtuale.

### Kingdom Hearts II
All'inizio di questo episodio della saga, Riku viene spesso visto con DiZ mentre lo aiuta nei preparativi finali per il risveglio di Sora dopo aver catturato Roxas e portato nella Crepuscopoli virtuale. Oltre ad "aiutare" Roxas in qualche modo nella falsa Crepuscopoli, Riku incontra più avanti Sora, celando la sua identità poiché ancora sotto le sembianze di Ansem, nella seconda avventura nella Terra dei dragoni e ancora nel Mondo che non esiste fino a quando Kairi (che lo ha incontrato poco dopo esser stata salvata momentaneamente da Naminé, il suo Nessuno) fa capire a Sora chi è davvero. Riku riacquista le proprie vere sembianze solo quando DiZ (che riacquista poi la sua identità di Ansem il Saggio) si sacrifica per distruggere il Kingdom Hearts creato da Xemnas con uno speciale apparecchio da lui creato: l'esplosione del macchinario libera i cuori accumulatisi nel Kingdom Hearts e quelli digitalizzati, ridando l'aspetto originario al ragazzo. Dopo aver combattuto nella prematura battaglia a fianco di Sora, Paperino e Pippo contro Xemnas, resta da solo con l'eroe del Keyblade a causa di un astuto stratagemma di Xemnas che, fingendosi morto, è riuscito ad isolare i due ragazzi per combattere la vera e propria battaglia finale. Grazie al coraggio di Riku, Sora evita gli attacchi di Xemnas, riuscendo a sconfiggere il Nessuno di Xehanort una volta per tutte. Dopo la sconfitta, i due resistono ai rimanenti assalti di alcuni Simili e, non sapendo dove andare, si incamminano venendo avvolti dopo qualche passo da una strana luce.
I due però si ritrovano su una peculiare spiaggia nel Regno dell'Oscurità (spiaggia definita il "Limitare oscuro", ironicamente chiamata dai due "Il capolinea"), un luogo tenebroso, quasi a riecheggiare le parole di Riku con cui voleva far accettare a Sora la sua presunta impossibilità di ritornare a casa a causa del suo tradimento. La storia sembra finire con i due amici bloccati al Limitare, ma poi, grazie ad una lettera di Kairi per Sora, si crea un passaggio (la Porta per la Luce) attraverso il quale i due riescono a tornare sulle Isole del destino e a riunirsi con i loro amici.
Nell'epilogo del gioco, in seguito agli eventi di Coded, Kairi porta ai due una lettera da parte di Re Topolino nella quale li informa di quanto scoperto nel cyberspazio ed invitando i due a sostenere l'Esame per diventare Maestri del Keyblade.

### Kingdom Hearts 3D: Dream Drop Distancee0.2 Birth by Sleep
Riku e Sora vengono chiamati da Yen Sid per sostenere l'esame del Simbolo di maestria, dove i due ragazzi entreranno nei "Mondi dormienti" allo scopo di diventare veri Maestri del Keyblade, titolo necessario dopo il ritorno della minaccia del maestro Xehanort. Durante il viaggio per chiudere le sette serrature dormienti, Riku viene continuamente a contatto con uno strano ragazzo dai capelli d'argento e con un soprabito nero, spesso spalleggiato - come ne la Città delle campane - da Ansem, studioso dell'Oscurità allo scopo di insidiare dubbi nel cuore di Riku riguardante l'Oscurità asserendo che, a sua detta, non sarà mai capace di controllare appieno e che lui appartiene alle tenebre. Ne la Sinfonia della stregoneria, lo stesso giovane con i capelli d'argento e il soprabito nero rivela che ormai Riku non fa parte più dei loro piani in quanto oramai si era rivelato refrattario al loro stuzzicarlo ed avendo sviluppato al contempo una familiarità/resistenza all'Oscurità. Quindi lo lascia nelle mani di Lord Chernabog, allo scopo di toglierlo di mezzo. Riku però riesce a battere il demone e dopo ciò si ritrova nel Mondo che non esiste.
In cima al castello dell'oramai distrutta Organizzazione XIII, il ragazzo finalmente riesce a ritrovare Sora per la prima volta dopo aver iniziato l'esame, ma quest'ultimo è immerso in un sonno profondo e malizioso dentro una specie di bolla. Riku è costretto ad affrontare l'Incubo Antinero, incarnazione dell'incubo che Sora stava vivendo, riuscendo a batterlo. Ma Sora, nel frattempo, è stato portato via e sul suo cammino, Riku affronta nuovamente Ansem, rifiutatosi di far parte del cuore del giovane ragazzo come luce e non più come tenebre. Dopo averlo sconfitto, Riku arriva Dove il Nulla si raccoglie, e sul trono più basso vi è lo stesso Sora nello stato catatonico di prima.
La verità è finalmente svelata: il ragazzo dai capelli argentei, la cui identità è lo Xehanort del passato, spiega che allo scopo di formare il χ-blade, la sua controparte del presente, il maestro Xehanort, ha bisogno di tredici oscurità e sette luci pure. Sui troni appaiono altre dieci figure incuppucciate, tra cui Xemnas, Ansem e Xigbar mentre lo stesso maestro Xehanort stava lentamente e finalmente tornando in vita. Riku guarda impotente ma viene soccorso da Topolino, che usa Stopza affinché possano portare via Sora. Purtroppo per loro, l'influenza oscura del maestro Xehanort permette al giovane sé di resistere all'incantesimo e si scontra con Riku. Riku esce vittorioso dallo scontro ma l'effetto di Stopza svanisce ed il maestro Xehanort si è riformato. Quest'ultimo rivela che l'Organizzazione XIII era stata fondata proprio con l'obiettivo di creare tredici contenitori per il suo cuore, anche se non tutti i membri erano risultati idonei allo scopo: tra i pochi eletti era figurato anche Roxas, ma dato che il Nessuno si era ricongiunto a Sora, quest'ultimo era divenuto automaticamente il tredicesimo corpo prescelto. Riku e Topolino confrontano Xehanort e quando l'anziano maestro si appresta a rendere Sora il suo tredicesimo contenitore, Riku e Topolino vengono immobilizzati rispettivamente da Ansem e Xemnas. I piani di Xehanort vengono sventati per il rotto della cuffia da Lea, che salva Sora ed in quest'occasione viene svelata un'altra delle tredici oscurità: si tratta di Saïx (che Lea chiama comunque "Isa"), l'ex numero VII dell'Organizzazione e migliore amico di Lea nella vita da umano. Riku riesce a liberarsi dalla morsa di Ansem ma viene nuovamente catturato con Topolino dal Guardiano di Xehanort; i due vengono però salvati da Pippo e Paperino, in caduta libera grazie al Frammento di stella. I difensori della Luce riescono a recuperare il corpo dormiente di Sora e fuggire da quel mondo mentre il maestro Xehanort spiega che li aspetterà là dove Luce e Oscurità si sono affrontate nel corso dei secoli, esortando Topolino a trovare le sue luci mancanti prima di svanire. Tornati alla Torre misteriosa, Riku si ripropone di entrare nel cuore di Sora per risvegliare l'amico. Al suo interno è costretto ad affrontare la causa che lo costringeva in quel sonno eterno: un Incubo che possedeva la stessa armatura di Ventus, evocata proprio dal cuore di Ventus per proteggere Sora quando cadde in quel sonno. Una volta sconfitto, Riku viene trasportato nelle Isole del destino, dove incontra Roxas, Ventus e Xion, che gli pongono alcune domande riguardanti le sue paure e i suoi desideri. Infine arriva anche Ansem il Saggio, che gli spiega che adesso, avendo affrontato la creatura nel cuore dell'amico e aver risposto ai tre ragazzi, Sora si è risvegliato. Gli rivela inoltre che per farsi scusare di tutto il dolore provocato, grazie a Naminé aveva nascosto dentro Sora (durante il suo processo di recupero della memoria) delle informazioni per trovare coloro che furono perduti. Una volta tornato, Riku viene nominato Maestro del Keyblade da Yen Sid.
Dopo un po' di tempo dalla sua nomina, Riku viene inviato da Yen Sid a prendere un "ospite". Fatto ritorno alla Torre, si scopre che "l'ospite" è Kairi, anche se Riku inizialmente non capisce ancora il perché di ciò.
Lo stregone quindi ricorda di come l'avvicinarsi dello scontro con Xehanort richieda l'adunata delle sette luci che possano contrastare le tredici oscurità e che sia giunto il tempo di ritrovare Aqua, Ventus e Terra; Topolino quindi racconta a lui e Kairi di come incontrò Aqua nel Regno dell'Oscurità. Finito il racconto, Riku si sente in colpa poiché Aqua è rimasta intrappolata nel Regno dell'Oscurità per salvarlo e chiede a Topolino perché non glie l'avesse mai detto. Topolino semplicemente dà ragione a Riku e Yen Sid interviene asserendo che è stato lui stesso a proibire a Topolino di parlarne con altri perché sapeva che lui o Sora si sarebbero tuffati a capofitto in un'avventura troppo grande per loro, ma adesso Riku è pronto per poter affrontare i pericoli del Regno dell'Oscurità e con Topolino può andare a salvare Aqua. Riku accetta e Kairi sottolinea come Riku sia diventato molto più simile a Sora col tempo, Riku risponde che semplicemente gli è più facile seguire il proprio cuore. I tre quindi partono ognuno per la propria meta ma, prima che vadano, Riku e Topolino ricevono da Yen Sid nuovi speciali abiti che li proteggeranno dall'Oscurità.

## Abilità
Riku ha un cuore molto forte sin da quando era piccolo, tanto che Terra decide di passargli il potere del Keyblade. Inizialmente l'arma a lui destinata passa all'amico Sora poiché l'arma, non trovando il suo custode, ha scelto la persona più vicina idonea ad esserlo. Successivamente Riku (ormai dominato dall'Heartless di Xehanort, però) genera un Keyblade dai cuori di sei delle sette Principesse del cuore, dotato del potere di manipolare i cuori della gente. In Kingdom Hearts, Riku usa una spada chiamata Animofago che dopo gli eventi di Chain of Memories riesce a tramutare nel suo Keyblade: la Via per l'alba.
Inoltre, sia nel primo che nel secondo episodio di Kingdom Hearts, Riku può usare una vasta gamma di poteri oscuri, tra i quali l'utilizzo di uno scudo oscuro e di lanciare un dardo di Oscurità. Riku però, grazie alla sua lotta contro Ansem, è un essere a metà fra Luce ed Oscurità, e per questo può usare liberamente il suo potere oscuro anche per fini benefici senza intaccare il suo cuore. L'unica cosa trasfigurata dall'Oscurità è infatti stato il suo corpo.

## Armi
Riku nel corso della saga impugna quattro diverse armi:
- l'Animofago (ソウルイーター?, Souru ita, "Soul Eater") è una spada rossa-blu dall'apparenza di un'ala demoniaca, usata da Riku tra Kingdom Hearts e la fine di Kingdom Hearts II. In quest'ultimo gioco la trasforma nel suo nuovo Keyblade, la Via per l'alba. Come visto in Dream Drop Distance, Riku può comunque evocare ancora l'Animofago.
- la Catena regale (キングダムチェーン?, Kingudamu Chēn, "Kingdom Chain") è il Keyblade originariamente destinato a Riku come erede di Terra. Quando il cuore di Riku inizia ad indebolirsi a causa dell'uso del potere dell'Oscurità, la Catena regale lo abbandona e torna a Sora (che inizialmente può impugnarla grazie al suo legame con Ventus). È a tutti gli effetti il Keyblade di Sora.
- il Keyblade del cuore delle persone (人の心のキーブレード?, Jin no Kokoro no Kīburēdo), creato dai cuori delle Principesse del cuore (meno quello di Kairi), perso dopo il secondo scontro con Sora nella Fortezza Oscura: questo può aprire i cuori delle persone e, infatti, è usato da Sora per liberare quello di Kairi dentro di lui, diventando però ne processo un Heartless.
- la Via per l'alba (ウェイトゥザドーン?, Wei tu za Don, "Way to the Dawn"), ha il keyholder a forma del simbolo degli Heartless mancante dei rovi incrociati, la lama è simile all'Animofago ma meno ricurva e più lunga, sempre a forma di ala di demone rossa e nera/violacea. I "denti" della chiave hanno la forma di un'ala angelica grigia-cerulea. La guardia invece è formata da due ali, una angelica e una demoniaca, con un occhio d'Oscurità nel centro della guardia. In Kingdom Hearts III, la Via per l'alba viene irrimediabilmente danneggiata in uno scontro con una Torre demoniaca; di conseguenza, Riku smette di usare questo Keyblade, lasciandolo nel Regno dell'Oscurità affinché possa usarlo la sua replica.